# SPARUL
SPARUL, inaczej SPARQL Update – deklaratywny język modyfikacji danych będący rozszerzeniem języka zapytań SPARQL. Pozwala na wstawianie, usuwanie i zmienianie danych RDF zapisanych w semantycznej bazie danych. Został on stworzony przez firmę HP i jest podstawą aktualnej zaproponowanej rekomendacji W3C zatytułowanej SPARQL 1.1 Update.